# MRPL11
MRPL11 (англ. Mitochondrial ribosomal protein L11) – білок, який кодується однойменним геном, розташованим у людей на короткому плечі 11-ї хромосоми. Довжина поліпептидного ланцюга білка становить 192 амінокислот, а молекулярна маса — 20 683.
| 10         |  | 20         |  | 30         |  | 40         |  | 50         |
| ---------- |  | ---------- |  | ---------- |  | ---------- |  | ---------- |
| MSKLGRAARG |  | LRKPEVGGVI |  | RAIVRAGLAM |  | PGPPLGPVLG |  | QRGVSINQFC |
| KEFNERTKDI |  | KEGIPLPTKI |  | LVKPDRTFEI |  | KIGQPTVSYF |  | LKAAAGIEKG |
| ARQTGKEVAG |  | LVTLKHVYEI |  | ARIKAQDEAF |  | ALQDVPLSSV |  | VRSIIGSARS |
| LGIRVVKDLS |  | SEELAAFQKE |  | RAIFLAAQKE |  | ADLAAQEEAA |  | KK         |

A: Аланін

C: Цистеїн

D: Аспарагінова кислота

E: Глутамінова кислота

F: Фенілаланін

G: Гліцин

H: Гістидин

I: Ізолейцин

K: Лізин

L: Лейцин

M: Метіонін

N: Аспарагін

P: Пролін

Q: Глутамін

R: Аргінін

S: Серин

T: Треонін

V: Валін

Кодований геном білок за функціями належить до рибонуклеопротеїнів, рибосомних білків. 
Задіяний у такому біологічному процесі, як альтернативний сплайсинг. 
Локалізований у мітохондрії.